# ГКПП Дуранкулак
Граничният контролно-пропускателен пункт Дуранкулак – Вама Веке е съвместен контролно-пропускателен пункт, разположен на вътрешната за ЕС българо-румънска граница, на първокласен път Е-87, на 5 км северно от с. Дуранкулак и на 2 км южно от намиращото се в Румъния с. Вама Веке. Намира се на 107 км от гр. Варна и на 65 км от гр. Констанца. От румънска страна пунктът е наречен Вама веке по името на първото румънско село след границата (на румънски език названието на селото означава „Старата митница“).
ГКПП Дуранкулак – Вама Веке е отворен за преминаване на камиони, автобуси и леки коли, а граничният контрол се извършва на румънска територия съвместно от български и румънски гранични полицаи и е минимален (проверка на лична карта или паспорт и на свидетелство за регистрация на МПС /талона на колата/ – за граждани на ЕС), основаващ се на принципите „контрол на едно спиране“ и „анализ на риска“.
Граничният пункт Дуранкулак е открит на 1 май 1967 г. като алтернатива на вече съществуващия ГКПП Кардам (който отстои на 40 км западно), като за времето от откриването му до декември 2006 г. е отворен само за леки автомобили и автобуси. Определението за такъв вид ГКПП тогава е било туристически граничен пункт. На 30 декември 2006 г., във връзка с приемането на Република България в Европейския съюз, паспортно-визовият контрол се премества на румънска територия, като започват да се пропускат и товарни автомобили.
Пунктът е предпочитан за преминаване от румънски, руски, молдовски, беларуски и украински туристи, тъй като е най-близо до курортите по Северното Черноморие, както и до румънските черноморски курорти Нептун, Олимп, Венус, Мамая. След откриването на магистралата Букурещ – Констанца и реновирането на път Е-87 от българска страна, натоварването на ГКПП – Дуранкулак – Вама Веке се увеличава многократно, като в летния сезон се образуват колони от чакащи превозни средства, поради недостатъчния капацитет от служители от граничния контрол и технически средства.
Пунктът се очаква да преустанови дейността си от 30 юни 2025 г. съгласно решение на Министерския съвет.